# Bitter Springs
Bitter Springs (navaho Díchʼíító) és una concentració de població designada pel cens dels Estats Units a l'estat d'Arizona. Segons el cens del 2000 tenia 547 habitants.

## Demografia
Segons el cens del 2000, Bitter Springs tenia 547 habitants, 104 habitatges, i 97 famílies La densitat de població era de 25,5 habitants/km².
Dels 104 habitatges en un 73,1% hi vivien nens de menys de 18 anys, en un 57,7% hi vivien parelles casades, en un 26% dones solteres, i en un 5,8% no eren unitats familiars. En el 4,8% dels habitatges hi vivien persones soles l'1,9% de les quals corresponia a persones de 65 anys o més que vivien soles. El nombre mitjà de persones vivint en cada habitatge era de 5,26 i el nombre mitjà de persones que vivien en cada família era de 5,34.
Per edats la població es repartia de la següent manera: un 48,3% tenia menys de 18 anys, un 14,3% entre 18 i 24, un 24,5% entre 25 i 44, un 10,6% de 45 a 60 i un 2,4% 65 anys o més.
L'edat mediana era de 19 anys. Per cada 100 dones de 18 o més anys hi havia 80,3 homes.
La renda mediana per habitatge era de 24.886 $ i la renda mediana per família de 30.217 $. Els homes tenien una renda mediana d'11.477 $ mentre que les dones 14.038 $. La renda per capita de la població era de 7.985 $. Aproximadament el 25% de les famílies i el 29,6% de la població estaven per davall del llindar de pobresa.
Segons el cens dels Estats Units del 2010 el 98,72% són nadius americans i l'1,28% blancs. El 0,73% de la població són hispànics.

## Poblacions més properes
El següent diagrama mostra les poblacions més properes.